# مناجات شعبانیه
مناجات شعبانیه یکی از مناجات‌های شیعیان در ماه شعبان است که از علی بن ابیطالب (امام اول شیعیان) نقل شده‌است. این دعا به داشتن مضامین عرفانی و بلند مشهور و خواندن آن توسط شیخ عباس قمی در غیر شعبان نیز توصیه شده‌است.
سید بن طاووس در کتاب اقبال، مولی محمدباقر مجلسی در بحار الانوار، سماهیجی در الصحیفه العلویه و شیخ عباس قمی در مفاتیح‌الجنان به‌طور ارسال این مناجات را نقل کرده‌اند. 
راوی این روایت حسین بن خالویه  و بنا به احتمالی علی بن محمد بن خالویه است.
میرزا جواد ملکی تبریزی از عرفای شیعه درباره این دعا گفته‌است:
مناجات شعبانیه حاوی علوم فراوانی در چگونگی معامله بنده با خدای عزوجل، ادب دعا و استغفار است چنان که بعضی از فقرات آن را شخصی جلیل از اهل معرفت تفسیرکرده‌است.
حسنعلی نجابت حسین مظاهری و محمد محمدی گیلانی شرح‌هایی بر این دعا نوشته‌اند.